# Dynastia Zhou

Stolice dynastii Zhou - Qiyi, podwójna stolica Feng/Hao (to ostatnie było nazywane także Zongzhou) i wschodnia stolica Chengzhou (późn. Luoyang)

Dynastia Zhou – dynastia panująca w Chinach w latach 1045 do 256 p.n.e.
Lud Zhou od XII wieku p.n.e. zamieszkiwał dolinę rzeki Wei. Rządzony przez ród Ji uznawał on zwierzchność królów Shang (ok. 1600 – 1045 p.n.e.) W 1045 p.n.e. król Wu (1049/45 – 1043 p.n.e.) pokonał ostatniego króla Shangów i w ciągu następnych dziesięcioleci Zhou dokonali całej serii podbojów, docierając do regionu Yantai na wschodzie, rzeki Liao na północnym wschodzie, północnego Shaanxi i Shanxi na północnym zachodzie oraz regionu środkowej Jangcy na południu. Epoka podbojów zakończyła się wraz ze śmiercią króla Zhao (977/975–957 p.n.e.) w trakcie katastrofalnej kampanii w regionie środkowej Jangcy. Od tej pory władza królewska stopniowo słabła, zaś coraz silniejsza stawała się pozycja posiadaczy nadań fengjian, których porównuje się czasami do zachodnich feudałów.
W 771 p.n.e. sojusz regionalnych władców i barbarzyńców zdobył stolicę Zhou i wkrótce została ona przeniesiona na wschód, do  Chengzhou (dzis. Luoyang). Był to koniec Zachodniej dynastii Zhou i początek Wschodniej dynastii Zhou, przy czym w ramach tej ostatniej wyróżnia się jeszcze tzw. Okres Wiosen i Jesieni i Okres Walczących Królestw. W sytuacji definitywnego osłabienia pozycji królów Zhou posiadacze fengjian zaczęli budować prawdziwe państwa. W VII w. p.n.e. rola przywódcy dbającego o ład wewnętrzny została przejęta przez tzw. hegemonów (ba), którymi byli władcy najsilniejszych chińskich państw, podczas gdy król Zhou zachował prymat jedynie w sferze rytualnej. Koniec epoki hegemonów na początku V w. p.n.e. wiąże się z początkiem Okresu Walczących Królestw, podczas którego walka toczyła się już nie o zdobycie statusu przywódcy chińskiej konfederacji, ale o zniszczenie pozostałych państw. Ostatecznie najpotężniejszym z Walczących Królestw okazało się Qin, które w 256 p.n.e. podbiło domenę królów Zhou, kończąc tym samym ich rządy.
Dynastia Zhou była najdłużej panującą chińską dynastią. Czasy Wschodniej dynastii Zhou charakteryzowały się niezwykłą dynamiką zarówno w sferze społecznej, jak i ekonomii oraz technologii. To wtedy w Chinach rozpoczęła się epoka żelaza, co zaowocowało rozwojem zarówno rolnictwa, wyposażonego w nowe narzędzia, jak i techniki wojennej. Rosła liczba ludności, postępowała urbanizacja, rozwijało się rzemiosło i handel, co prowadziło do wzrostu roli nowej klasy mieszczan i kupców. Wojska oparte na rydwanach zastąpiły masowe armie złożone z piechoty i kawalerii. To w tym intelektualnym klimacie ciągłych zmian, rywalizacji i konieczności innowacji rozkwitły liczne szkoły filozoficzne. Z tego powodu w chińskiej tradycji ta epoka jest też znana jako okres Stu Szkół. To wtedy powstały intelektualne fundamenty najważniejszych chińskich szkół filozoficznych: konfucjanizmu, taoizmu i legizmu.

## Początki Zhou

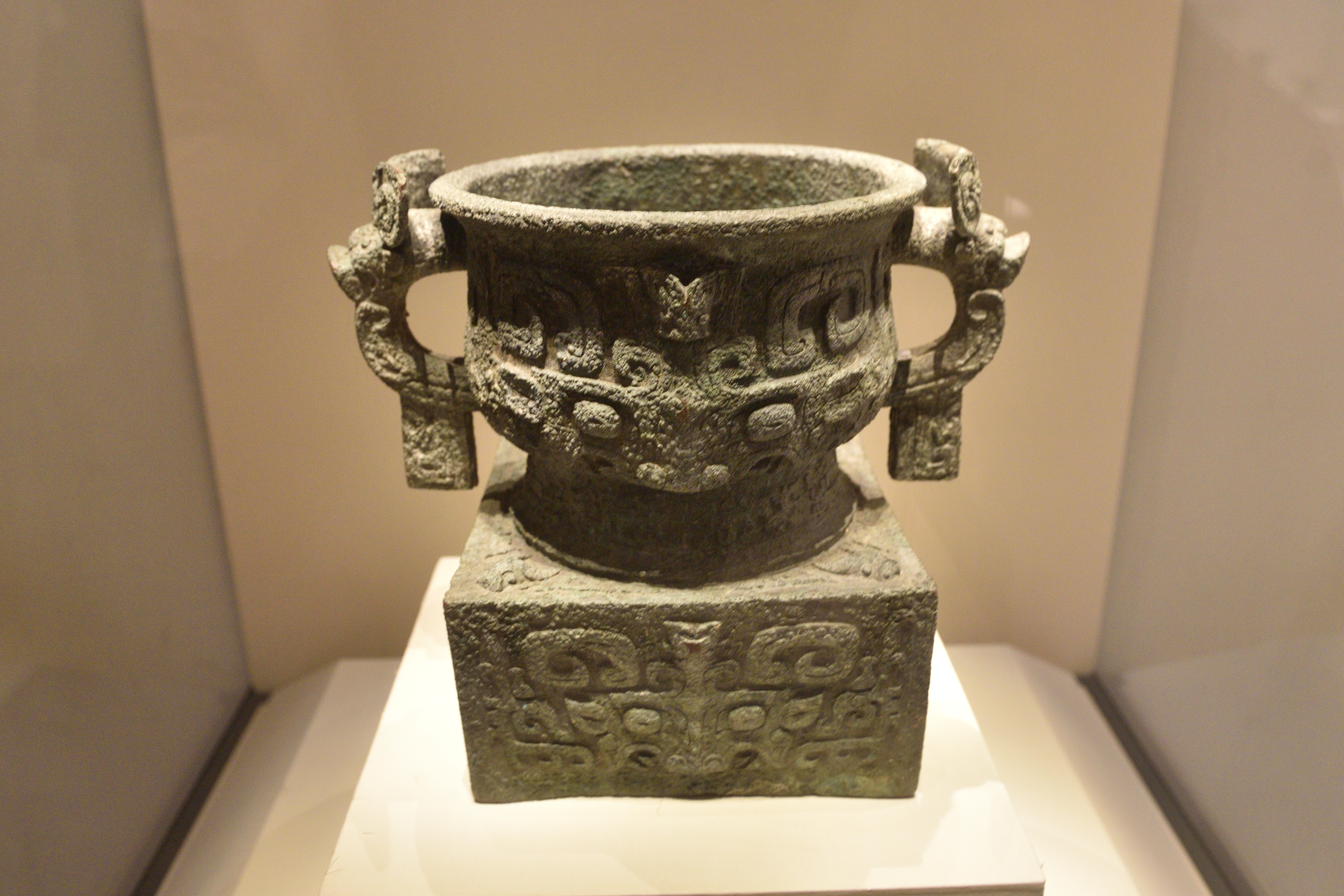
Li gui – naczynie rytualne typu gui upamiętniające nagrodę dla urzędnika nazwiskiem Li, ofiarowaną mu przez króla Wu siedem dni po jego zwycięstwie w bitwie pod Muye. Chińskie Muzeum Narodowe

Zgodnie z tradycją zapisaną w pieśni Sheng min (zawartej w części Daya Księgi Pieśni), prawdopodobnie napisanej pod koniec Zachodniej Dynastii Zhou, początek Zhou dała kobieta nazywana Jiang Yuan („Protoplasta [ludzi] Jiang”), która zaszła w ciążę z Di, najwyższym bogiem Shangów (ok. 1600–1045 p.n.e.). W jakiś czas później urodziła ona syna, który stał się znany jako Hou Ji, czyli Książę Proso, to on bowiem miał zapoznać ludzkość z uprawą tego zboża. To właśnie Hou Ji miał być protoplastą rodu Ji, panującego nad Zhou, a pomiędzy nim a pierwszą historyczną postacią, o której posiadamy nieco więcej wiadomości, Księciem (公, gong) Gu, miało minąć dwanaście pokoleń. 
Współczesna archeologia wiąże początki państwa Zhou z zachodnimi wyżynami wschodniego Gansu i zachodniego Shaanxi. To Książę Gu miał wyprowadzić Zhou z ich pierwotnej ojczyzny do doliny rzeki Wei i założyć ich pierwszą stolicę, Qiyi (dzis. stanowisko Zhouyuan), nieco na południe od góry Qi. Wcześniejsza aktywność Zhou była związana z miejscem zwanym Bin, położonym prawdopodobnie w górnym biegu północnego dopływu Wei, Jing. Ceramiczna tradycja obu dolin rzecznych jest bez wątpienia homogeniczna i wskazuje na kulturę materialną w ramach której Zhou zbudowali swoją potęgę.
Następca Księcia Gu, Ji Li, zgodnie z Kroniką bambusową miał prowadzić wiele wypraw wojennych i ostatecznie zostać zabity przez króla (Wang) Shang Wen Dinga (ok. 1116–1107 p.n.e.), w jedenastym roku jego panowania. Ten incydent sugeruje, że król Shang stwierdził iż nie może dłużej tolerować niekontrolowanego wzrostu potęgi swojego wasala. Syn Ji Li, Cheng (późniejszy Król Wen (1099/1056–1050 p.n.e.), wziął za żonę shangowską księżniczkę, co oznaczało, że pozostawał nominalnym poddanym króla Shang. Ta tradycja jest dobrze potwierdzona przez odnalezione w Zhouyuan napisy na kościach wróżebnych wskazujące iż w ramach kultu przodków uprawianego przez Zhou zmarli królowie Shang mieli pozycję wyższą od zmarłych władców Zhou. 
Nasza wiedza na temat chronologii wczesnych Zhou wiele zawdzięcza spektakularnemu zjawisku astronomicznemu, jakim była koniunkcja pięciu planet nad niebem ich ojczyzny. Współcześni historycy i astronomowie wspólnie ustalili datę tej koniunkcji na niebie centralnego Shaanxi na piąty miesiąc 1059 p.n.e. Było to rok po tym gdy Cheng został wykupiony z niewoli Shang, do której trafił gdy został uwięziony przez króla Di Xina (1086–1045 p.n.e.). Istnieją solidne podstawy do przypuszczania, że właśnie to zjawisko astronomiczne stało się podstawą wiary Zhou w „Mandat Niebios” mający przysługiwać ich władcy, który niedługo później ogłosił się królem. Syn króla Wena, król Wu (1049/45–1043 p.n.e.), w 1046 p.n.e. wyruszył przeciwko Shangom i na początku następnego roku pokonał ich armię w krwawej bitwie pod Muye. Niedługo później Di Xin popełnił samobójstwo w swoim pałacu.

## Zachodnia dynastia Zhou

Państwa chińskie pod koniec panowania Zachodniej dynastii Zhou

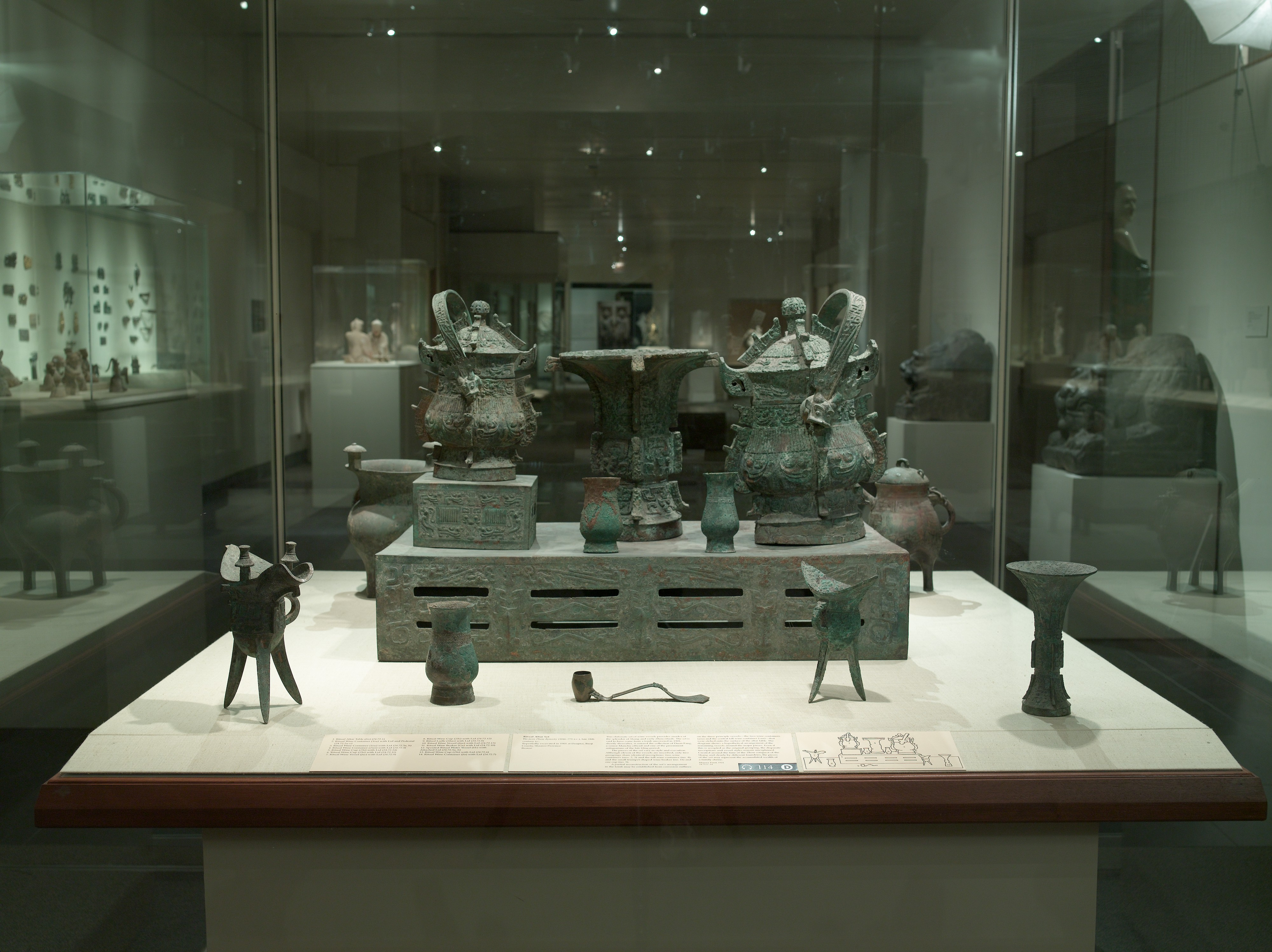
Brązowy zestaw ołtarzykowy z okresu Zachodniej dynastii Zhou. Metropolitan Museum of Art

Po pokonaniu Di Xina król Wu pozostawił u władzy jego syna, Wu Genga, jako zależnego władcę, podczas gdy sam powrócił na zachód. Po śmierci króla Wu w 1043 p.n.e. wśród Zhou wybuchła walka o sukcesję gdy jego brat, książę Zhou, ogłosił się regentem twierdząc iż następca tronu Song (późniejszy król Cheng (1042/35–1006 p.n.e.) jest zbyt młody by objąć władzę. Inskrypcje na brązach rytualnych sugerują że wbrew późniejszej konfucjańskiej tradycji Song wcale nie był małoletni w momencie śmierci swojego ojca. Księciu Zhou przeciwstawiło się trzech jego braci, na czele z najstarszym Guanshu Xianem, którzy sprzymierzyli się z Wu Gengiem. Pokonanie rebeliantów zajęło księciu Zhou i królowi Chengowi dwa lata, przy czym zarówno Guanshu Xian jak i Wu Geng zostali ostatecznie zabici.
Ten drugi podbój Shangów i walka ze sprzymierzonymi z nimi państwami doprowadziły do ekspansji Zhou na tereny północnego Hebei, zachodniego Szantungu i południowego Henanu, kładąc podwaliny pod powstanie nowego państwa, które wprawdzie nadal miało swoje centrum w dolinie rzeki Wei, ale rozciągało się odtąd także daleko na wschód. Konsolidacji tych podbojów służyła budowa kolejnej, wschodniej stolicy, Changzhou (dzis. Luoyang), oraz nadanie członkom rodu panującego i sojusznikom szeregu ziem na wschodzie. Te nadania nazywano fengjian i to w związku z nimi mówi się czasami o chińskim feudalizmie w tym okresie. Instytucja fengjian istotnie jednak różniła się od zachodniego lenna, ponieważ co do zasady była nadawana członkom rodu panującego i król Zhou wymagał bezwzględnego posłuszeństwa od swoich „wasali” jako jednocześnie głowa państwa i głowa rodu. Także posiadacze fengjian nie wywodzący się z rodu Ji, czasami należący do dawnych rodów sprzymierzonych z Shangami, byli do niego włączani poprzez małżeństwa.
Chińska tradycja przedstawiała obalenie dynastii Shang jako przejście władzy od zdegenerowanego ostatniego króla Shang na pełnego cnoty króla Zhou. Współczesne badania nie pozostawiają jednak złudzeń, że Zhou w porównaniu do Shang byli nieokrzesanymi barbarzyńcami i pokonali swych bardziej cywilizowanych przeciwników dzięki sile militarnej. W dolinie rzeki Wei w okresie poprzedzającym podbój Shang nie odnaleziono żadnych precedensów dla brązów wczesnego okresu Zhou, tak samo jak dla kaligrafii, dworskiej etykiety, czy kultu przodków tych czasów. Wszystkie te rzeczy mają natomiast swoje precedensy w kulturze dynastii Shang, skąd musiały zostać zaczerpnięte. Przejęcie w całości np. techniki wytapiania królewskich brązów sugeruje nie tylko import technologii, ale także związanego z nią królewskiego rytuału. Jednak dzwony i związaną z nimi muzykę Zhou przyjęli z Południa i było to radykalne odejście od rytuału obowiązującego w Yinxu. Zaprzestano także składania ofiar z ludzi.
W tym wczesnym okresie Zhou stworzyli machinę wojenną mogącą rywalizować z niewiele późniejszą organizacją wojskową Asyrii. Zarówno pod względem szybkości wzrostu militarnej siły „jak i skali różnych ziem i ludów poddanych kontroli wczesny okres Zachodniej dynastii Zhou [...] należy zakwalifikować, biorąc pod uwagę każdy historyczny standard, jako czas wielkiej ekspansji”. Podboje Zhou zaprowadziły ich do regionu Yantai na wschodzie, rzeki Liao w Mandżurii na północnym wschodzie, północnego Shaanxi i Shanxi na północnym zachodzie oraz regionu środkowej Jangcy na południu. Ekspansja Zhou nie doprowadziła jednak do powstania jakiegoś jednolitego imperium. Państwo Zhou składało się z szeregu enklaw złożonych z niewielkich państewek lub wręcz pojedynczych osad uznających zwierzchność króla Zhou, które były oddzielone od siebie lasami, mokradłami oraz być może terytoriami społeczności nie podlegających władzy Zhou. Ekspansja Zhou została zatrzymana przez grupy przynajmniej częściowo związane z południowym państwem Chu. Król Zhao (977/975–957 p.n.e.) zwyciężył w pierwszej kampanii przeciwko Chu, jednak został pokonany w drugiej, przy czym tożsamość jego przeciwnika nie jest do końca jasna. Śmierć króla Zhao w rzece Han wraz z jego „Sześcioma Armiami” oznaczała koniec podbojów Zhou.

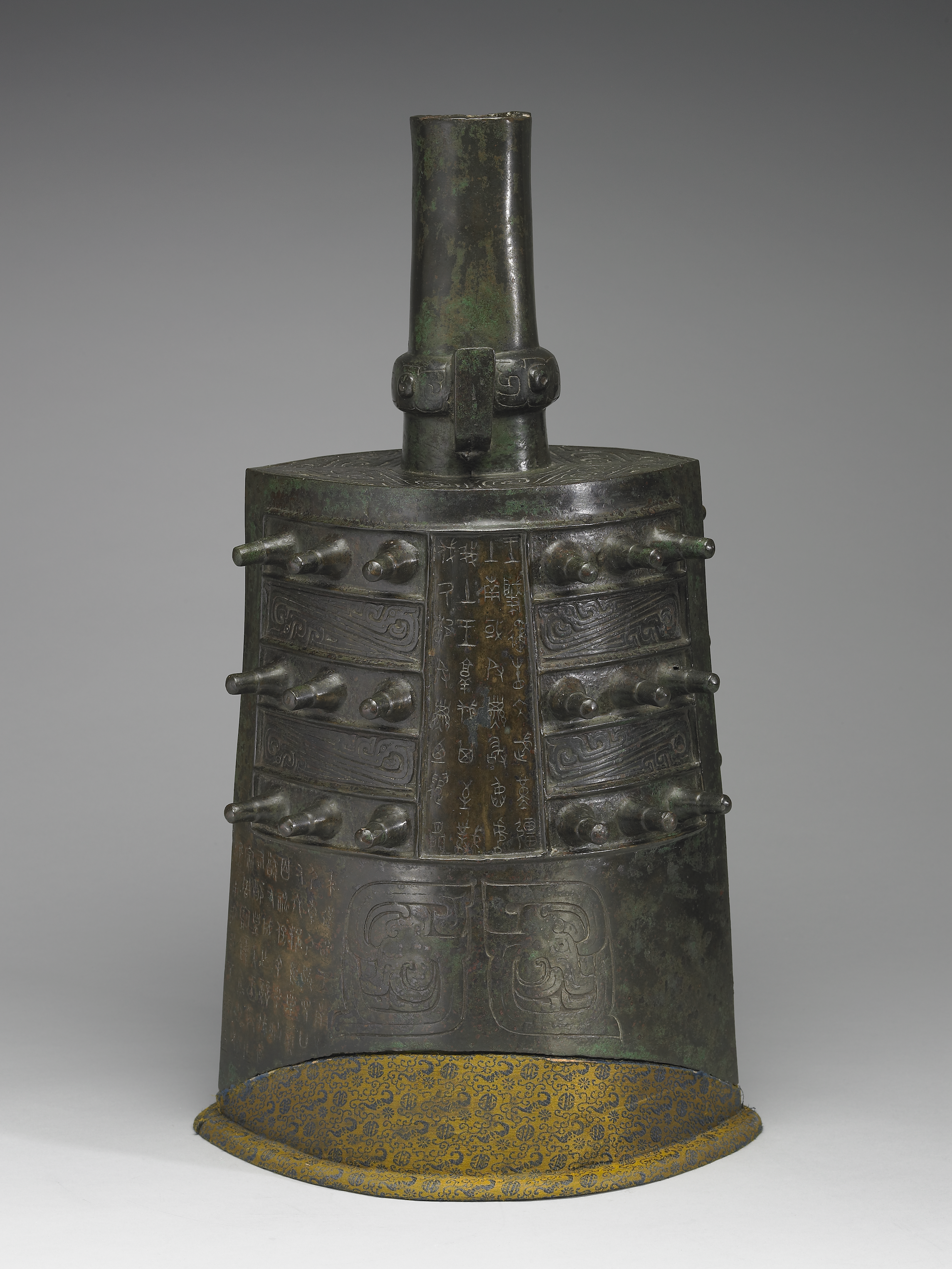
Dzwon typu zhong odlany dla uczczenia zwycięstwa króla Li (877-841 p.n.e.). Narodowe Muzeum Pałacowe

Siła militarna Zhou uległa decydującemu osłabieniu i odtąd królowi było coraz trudniej kontrolować ambitnych posiadaczy fengjian. Wojska Zhou już nie dokonywały nowych podbojów, ale starały się bronić dotychczasowych zdobyczy przed barbarzyńcami takimi jak Huayyi czy Xianyun, przy czym obrona niezbyt korzystnie położonej ojczyzny Zhou w dolinie rzeki Wei pochłaniała szczególnie dużo energii. Jednocześnie to właśnie w tym okresie rząd Zhou uległ powolnej biurokratyzacji. System rytualny Zhou podlegał przekształceniu i w coraz większym stopniu koncentrował się nie na podkreślaniu polityczno-religijnej roli króla, ale na tworzeniu i podtrzymywaniu wewnętrznego zróżnicowania w ramach elity. Koniec ekspansji sprawił także, że król nie mógł już nadać ziemi ciągle rozrastającym się elitom na nowo podbitych terytoriach i w ojczyźnie Zhou w dolinie rzeki Wei zaczęły wybuchać spory o ziemię.
Podczas gdy sytuacja stawała się coraz trudniejsza, król Li (857/853–842/828 p.n.e.) dodatkowo wszedł w konflikt z rodami w królewskiej domenie, prawdopodobnie próbując przywrócić ekonomiczną potęgę rodu Ji nadwątloną nadaniami ziemi. To doprowadziło do rebelii, która w 842 p.n.e. zakończyła rządy wygnanego króla Li. Przez następne 14 lat krajem rządził regent Bo Hefu, dopóki w 827 p.n.e. tronu nie objął syn króla Li, Xuan (827/825–782 p.n.e.) Podczas jego długiego panowania ród królewski częściowo odbudował swoją siłę przenosząc część rodów z zachodu do regionu Nanyang, co z powrotem otworzyło Zhou drogę na Południe. Z kolei na północnym zachodzie udało się powstrzymać Xianyun poprzez wspieranie nowo utworzonego państwa Qin. 
Władza syna króla Xuana, You (781–771 p.n.e.), była kwestionowana przez dawnego urzędnika jego ojca, Huangfu. Walka You z rebeliantami doprowadziła także do konfliktu z położonymi na północnym zachodzie państwami takimi jak Zeng i Zachodnie Shen. W 771 p.n.e. sprzymierzone siły Zeng, Zachodniego Shen i Xianyun zdobyły stolicę Zhou Zongzhou i zabiły króla You. Na zachodzie lineaż Guo ustanowił władzę młodszego syna króla You, Yuchena (od jego siedziby nazywanego królem Xie). Jednocześnie wygnany wcześniej na wschód prawowity następca króla You, Yi Jiu (król Ping (770–720 p.n.e.), korzystając ze wsparcia takich państw jak Jin i Zheng ustanowił swoją stolicę w Chengzhou.

## Wschodnia dynastia Zhou

### Okres Wiosen i Jesieni

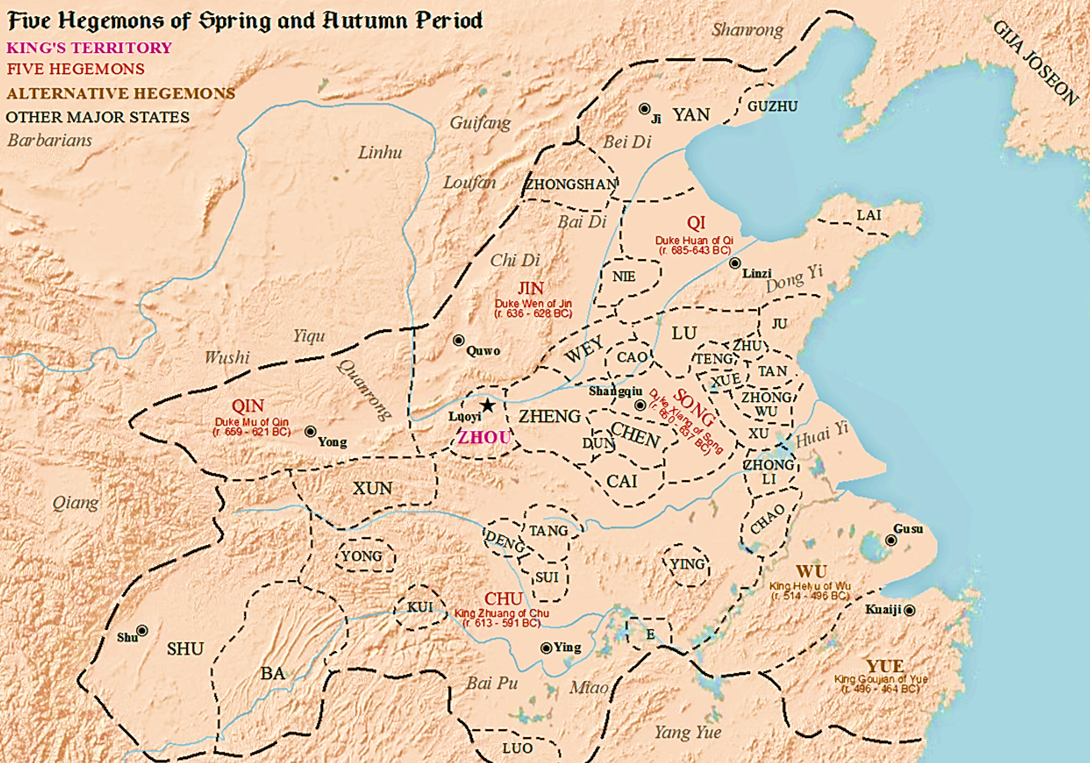
Państwa Okresu Wiosen i Jesieni i Pięciu Hegemonów

Król Xie ostatecznie miał zostać zabity przez władcę Jin, jednak mimo to król Ping pozostał w Chengzhou. Przeniesienie stolicy Zhou na wschód okazało się definitywne i we współczesnej historiografii uznaje się je za moment dzielący panowanie dynastii na wcześniejszy okres Zachodniej dynastii Zhou i późniejszy Wschodniej dynastii Zhou. W ramach tego ostatniego wyróżnia się jeszcze często Okres Wiosen i Jesieni, od tytułu kroniki obejmującej lata 722–481 p.n.e., i Okres Walczących Królestw, od tytułu dzieła obejmującego lata 490 do 221 p.n.e. Dokładne granice obu tych podokresów różnią się u poszczególnych autorów.

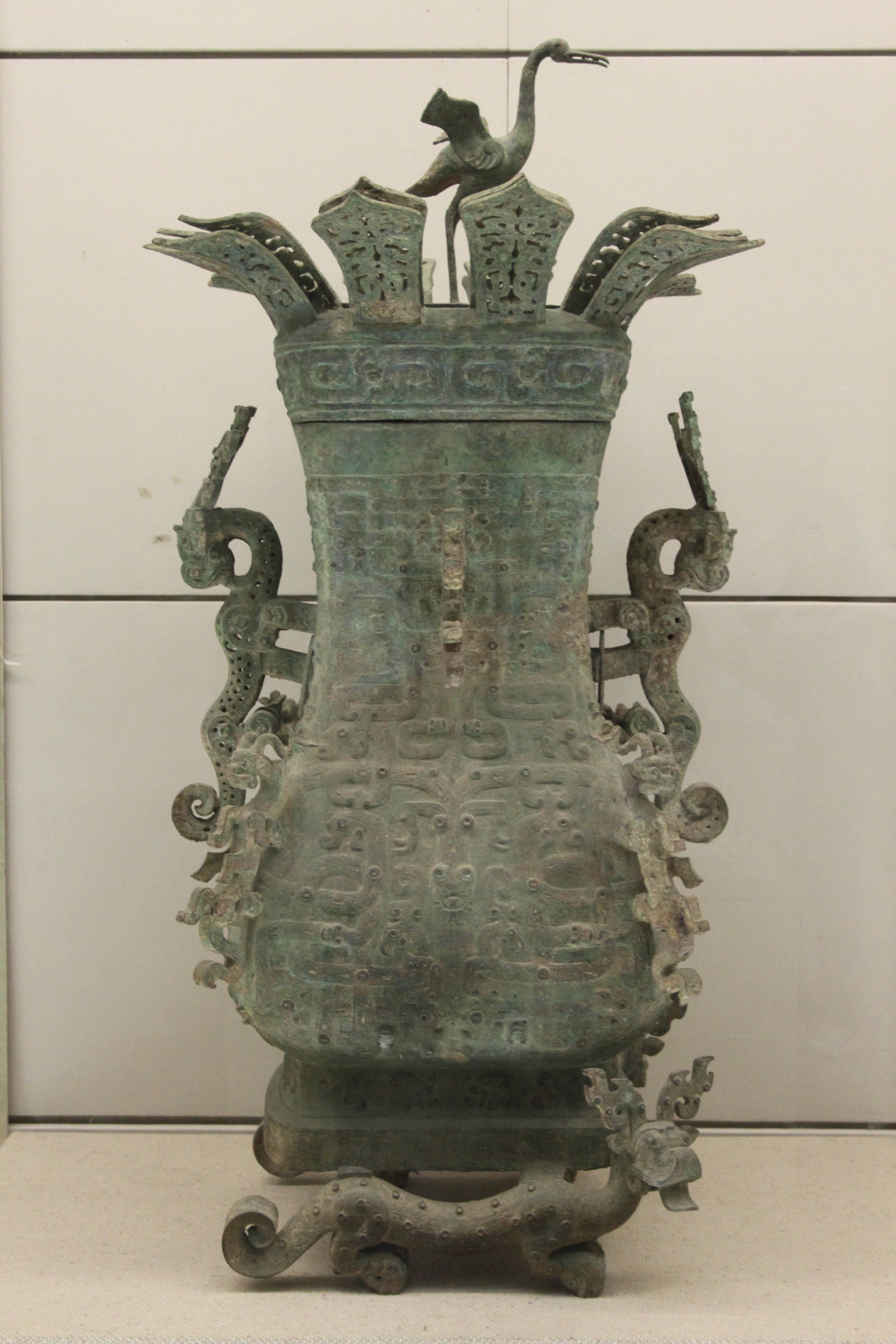
Naczynie typu hu z grobowca w księstwie Zheng, ok. 600 p.n.e. Muzeum Prowincji Henan

Po tym jak Zhou utracili swoją ekonomiczną bazę w dolinie rzeki Wei nie byli już w stanie odgrywać roli mediatora pomiędzy poszczególnymi posiadaczami fengjian. Ci ostatni w oparciu o swoje nadania zaczęli stopniowo budować prawdziwe państwa, o określonym terytorium i granicach, przy czym podbój dawnych enklaw pomiędzy terytoriami podlegającymi władzy króla Zhou szybko sprawił, że te chińskie państwa zaczęły się ze sobą stykać i prowadzić wojny. W sytuacji słabości władzy królewskiej rola przywódcy dbającego o ład wewnętrzny musiała zostać przejęta przez jednego z władców nowych państw. Pierwszym tego rodzaju przywódcą był władca państwa Zheng książę Zhuang (743–701 p.n.e.), który odparł ataki barbarzyńców Rong i działając w imieniu królewskiego dworu prowadził sprzymierzone siły przeciwko nieposłusznym wasalom. Jego potęga sprawiła jednak, że królowie Zhou poczuli się zagrożeni, i w 707 p.n.e. doszło do wojny pomiędzy Zhuangiem a królem Huanem (719–697 p.n.e.). Poniesiona wówczas przez Huana klęska sprawiła, iż: „autorytet króla Zhou nie był już dłużej poważnie brany pod uwagę; od tej pory król Zhou służył jedynie jako nominalna głowa państwa w feudalnym systemie Zhou”.
System specyficznej dwuwładzy spełniającego funkcje rytualne króla Zhou i sprawującego rzeczywistą kontrolę najpotężniejszego z jego wasali został zinstytucjonalizowany za czasów księcia Huana (685–643 p.n.e.) z Qi oraz księcia Wena (636–628 p.n.e.) z Jin. W tym celu wykorzystano tradycyjną przysięgę zawarcia sojuszu, która w 667 p.n.e. została złożona przez chińskie państwa pod przewodnictwem księcia Huana. W ten sposób doszło do powstania instytucji tzw. hegemona (霸, ba), którego władza jednak nie była dziedziczna, co samo w sobie świadczy o tym, że żadne państwo nie było w stanie zdobyć jej na stałe. Zgodnie z chińską tradycją było pięciu hegemonów, jednak w źródłach nie ma zgodności co do następców księcia Huana i księcia Wen w tej roli. Zgodnie z najczęściej akceptowaną wersją, pochodzącą od Mengzi, kolejnymi trzema hegemonami byli książę Mu (659–621 p.n.e.) z Qin, książę Xiang (650–637 p.n.e.) z Song oraz król Zhuang (613–591 p.n.e.) z Chu. W rzeczywistości jednak ani książę Mu ani książę Xiang nie dominowali nad państwami Centralnej Równiny. Xunzi opuszcza tych dwóch władców i zastępuje ich królem Helü (514–496 p.n.e.) z Wu oraz królem Goujianem (496–465 p.n.e.) z Yue, co jest bardziej zgodne z historyczną rzeczywistością. 

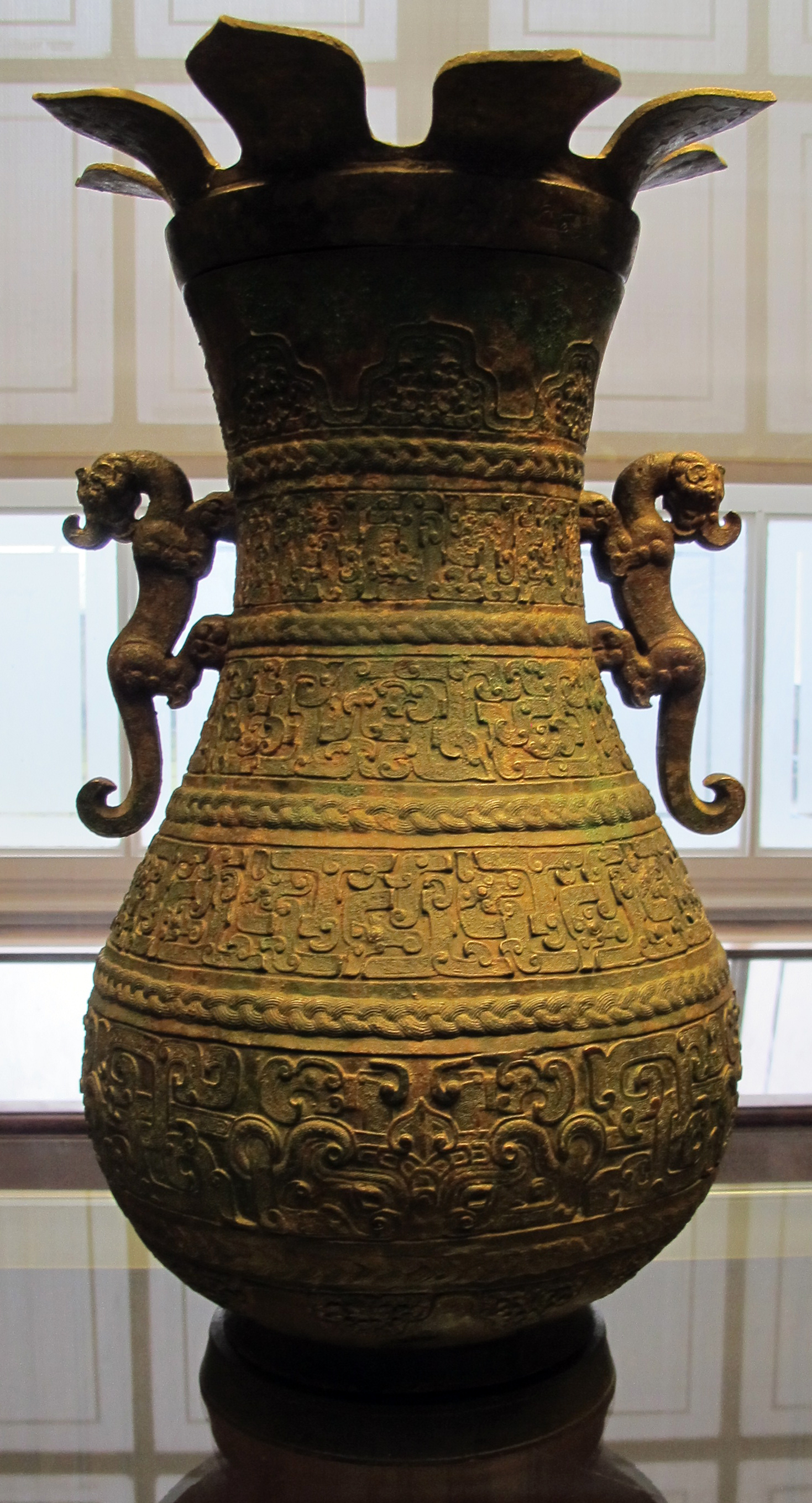
Brązowe naczynie typu hu odlane w 482 p.n.e. w Jin z okazji wizyty króla Wu Fuchaia. British Museum

VII i VI w. p.n.e. to czasy ekspansji południowego państwa Chu, które rzuciło wyzwanie władcom północnej równiny. Chu było olbrzymim państwem w dolinie Jangcy, gdzie w ciągu kilku stuleci nie należące do konfederacji Zhou ludy stopniowo tworzyły organizmy polityczne. W 704 p.n.e. władca Chu ogłosił się królem, w ten sposób podkreślając swoją niezależność od królów Zhou. Będąc zbyt słabym by samodzielnie pokonać Chu Jin zaczęło wspierać zajmujące region dolnej Jangcy państwo Wu, zmuszając swojego przeciwnika do walki na dwa fronty. W 506 p.n.e. Wu dokonało inwazji Chu i doprowadziło je niemal na skraj zagłady. Samo Wu było jednak z kolei zagrożone przez swojego sąsiada, Yue, które zostało utworzone przez zamieszkujące wybrzeże ludy o tej samej nazwie. W 493 p.n.e. król Wu Fuchai (495 - 474 p.n.e.) pokonał Yue, by następnie w 482 p.n.e. zmusić władców północy do uznania swojej pozycji hegemona. Król Yue Goujian wykorzystał jednak zaangażowanie Wu na północy i w 470 p.n.e. ostatecznie zniszczył swojego rywala. To zwycięstwo zapewniło status hegemona Yue, ale Goujian miał być ostatnim władcą, który sprawował tę funkcję. Zarówno Chu, Wu, jak i Yue były państwami o wyraźnie nie-chińskim pochodzeniu etnicznym i kulturalnym, co jednak nie przeszkodziło im z biegiem czasu stać się członkami konfederacji Zhou. Także takie chińskie państwa jak Qi i Jin zaabsorbowały liczne niechińskie grupy (Yi, Rong, Di), stając się bytami mieszanymi pod względem etnicznym i kulturowym.

### Okres Walczących Królestw

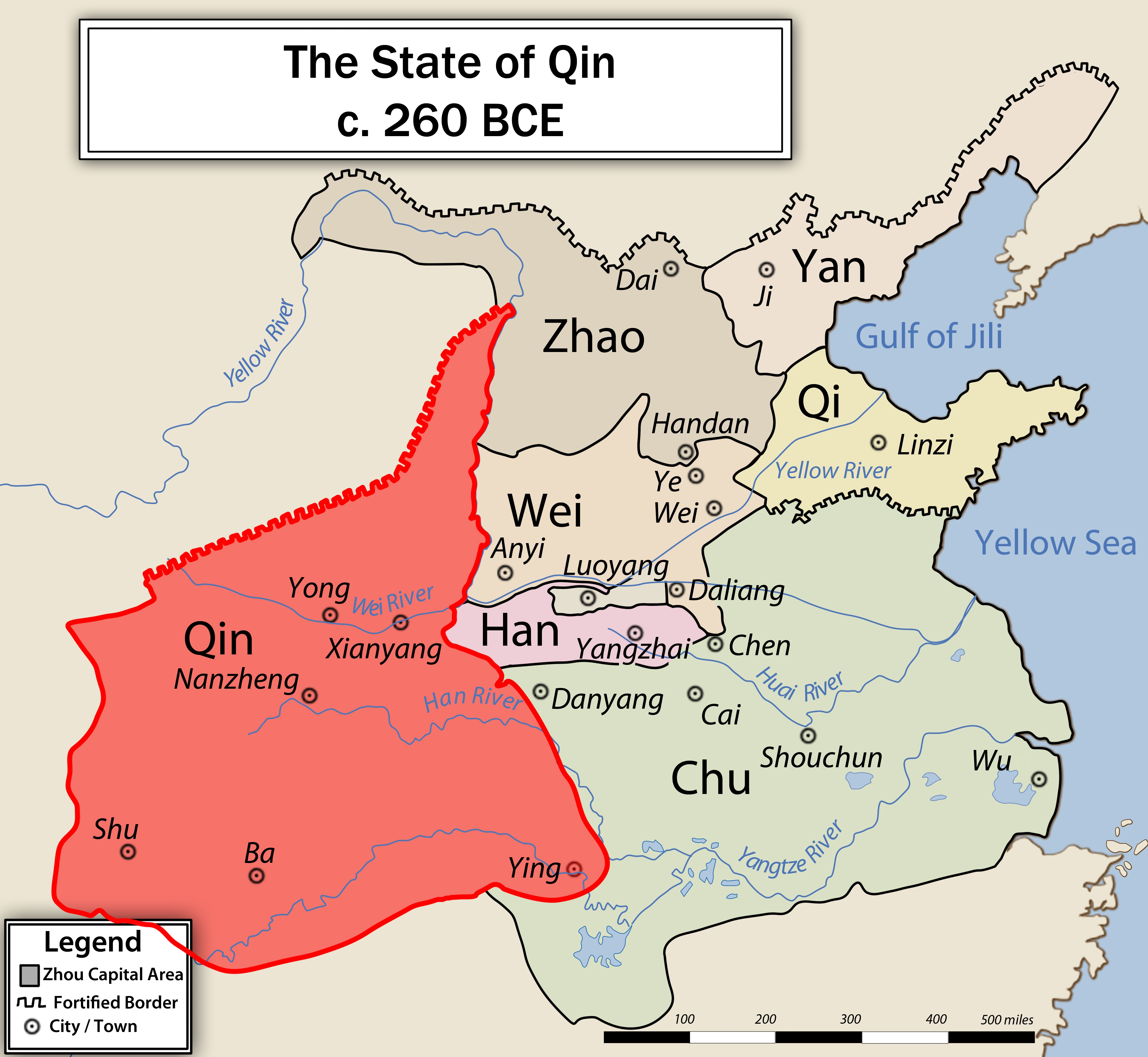
Państwo Qin i pozostałe sześć z Siedmiu Państw ok. 260 p.n.e. Domena królów Zhou ze stolicą w Luoyangu w centrum

Koniec epoki hegemonów wiąże się z początkiem Okresu Walczących Królestw, podczas którego walka toczyła się już nie o zdobycie statusu przywódcy chińskiej konfederacji, ale o zniszczenie pozostałych państw. Następowała stopniowa dezintegracja dawnego politycznego porządku – na początku król Zhou „utracił władzę na rzecz swoich nominalnych poddanych, władców regionalnych (zhuhou); następnie ci ostatni zostali przyćmieni przez potężne ministerialne lineaże w ich domenach; a wkrótce przywódcy tych lineaży musieli stawić czoła swoim buntowniczym krewnym, a nawet własnym zarządcom”. Na początku Wschodniej dynastii Zhou w oparciu o nadania fengjian mogło zostać utworzonych nawet 1000 drobnych państw. Jednak według różnych szacunków w źródłach z Okresu Wiosen i Jesieni możemy odnaleźć nazwy jedynie od 140 do 209 z nich. Na początku Okresu Walczących Królestw mogło być ich już mniej niż dwadzieścia, zaś ostatecznie w III w. p.n.e. na polu walki pozostało jedynie tzw. Siedem Państw: Qin, Qi, Zhao, Wei, Han, Yan i Chu. Wszystkie te państwa były oddalone od dawnego geograficznego centrum chińskiej konfederacji, co sprzyjało ekspansji.

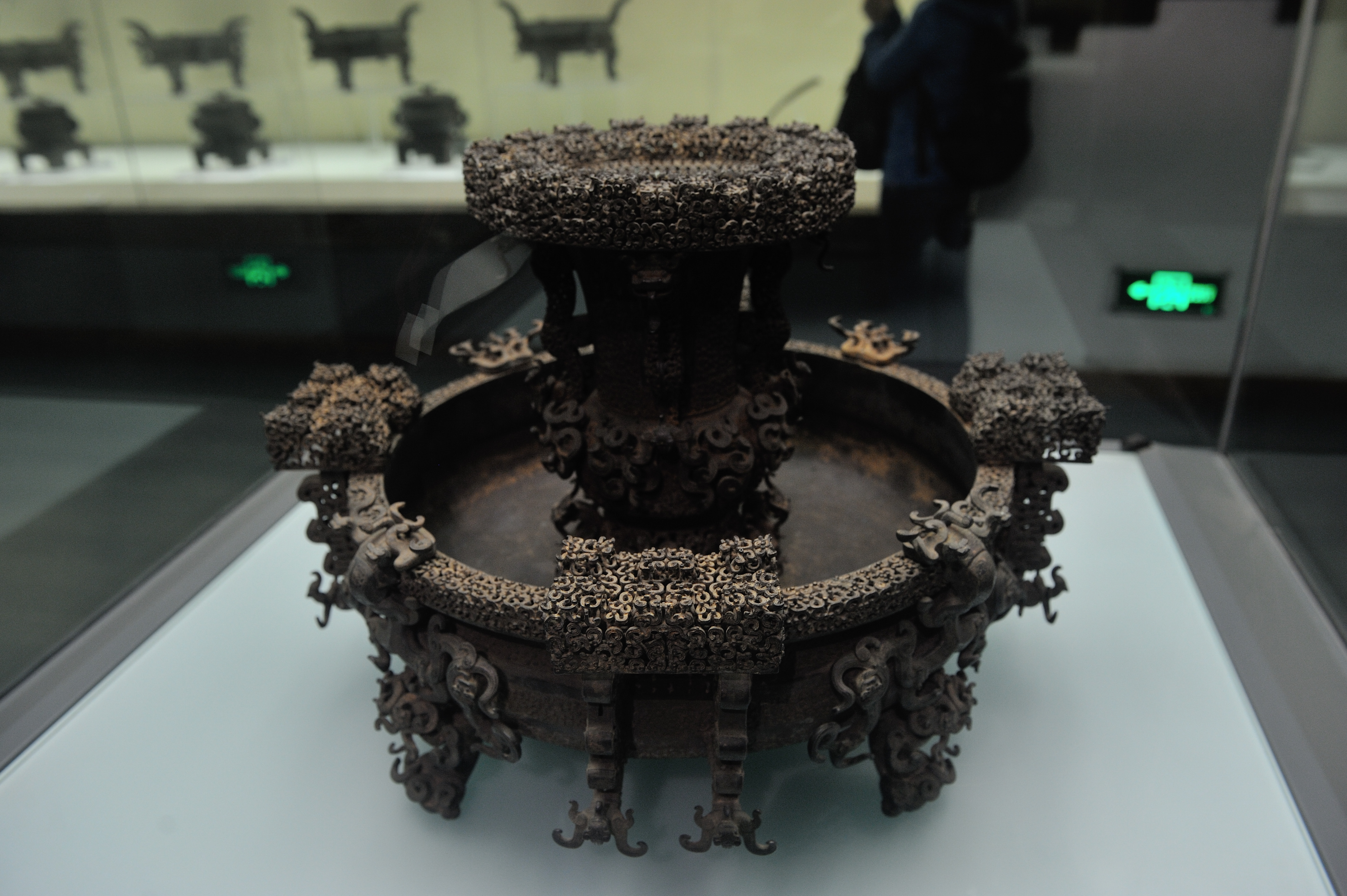
Zestaw naczyń zun i pan z grobowca markiza Yi z Zeng w dzisiejszej prowincji Hubei. Muzeum Prowincji Hubei

W 481 p.n.e. władzę w państwie Qi przejął minister Tian Cheng, który niedługo potem zabił swojego władcę. Od tej pory Qi rządzili ministrowie z rodu Tian, chociaż ostatni książę został formalnie zdetronizowany dopiero w 386 p.n.e. Jak już wspomniano powyżej, w 470 p.n.e. Yue ostatecznie zniszczyło państwo Wu. Za początek Okresu Walczących Królestw często uznaje się rok 453 p.n.e., gdy trzej ministrowie państwa Jin podzielili je między sobą, tworząc w ten sposób państwa Zhao, Wei i Han. Był to początek tzw. „trzech Jin”, które ostatecznie wyzuły z resztek ich ziem dawny królewski ród Jin w 376 p.n.e. To obalenie dawnych dynastii wiązało się także z końcem starego arystokratycznego porządku i centralizacją państw wokół ich nowych władców. Także stare rody panujące w Chu lub Yan musiały dokonywać reform, by przeciwstawić się nowym agresywnym rywalom. Działając pod przywództwem Wei w latach 403 do 383 p.n.e. trzy Jin dokonywały ekspansji we wszystkich kierunkach: na wschodzie kosztem Qi, na południu kosztem Chu i na zachodzie kosztem Qin.
Na początku IV w. p.n.e. Qin poniosło szereg porażek w wojnie z Wei i zaczęło odzyskiwać siły, dopiero gdy zaniepokojone sukcesami tego ostatniego Zhao i Han złamały dotychczasową solidarność trzech Jin. Walcząc z Wei Zhao sprzymierzyło się z Chu i wojna ta była ważna zarówno dlatego, iż oznaczała powrót Chu do grona wielkich potęg jak i z powodu faktu pojawienia się nowego rodzaju konfliktów, w których walczyły ze sobą sojusze państw zmieniających stronę w momencie gdy tylko zmienił się stosunek sił. W latach 366–362 p.n.e. Qin trzykrotnie pokonało Wei w kolejnych bitwach, jednak dzięki geniuszowi dyplomatycznemu jego władcy, markiza (侯, hou) Hui (369–335 p.n.e.), Wei wyszło z tych porażek jeszcze silniejsze. Będąc u szczytu potęgi w 344 p.n.e. Hui przyjął tytuł króla. Trzy lata później został pokonany przez Qi, lecz zamiast zrezygnować z królewskiego tytułu, przekonał swojego zwycięzcę by ten również zaczął się nim posługiwać. Do roku 323 p.n.e. tytuł królewski przyjęli także władcy Qin, Han, Zhao, Yan i Zhongshan. Ponieważ władcy Chu posługiwali się nim od dawna, oznaczało to iż teraz używały go wszystkie większe państwa chińskiej konfederacji. W 334 p.n.e. Chu podbiło Yue, tym samym ostatecznie zwyciężając w trwającej ponad dwa stulecia rywalizacji trzech państw doliny Jangcy.

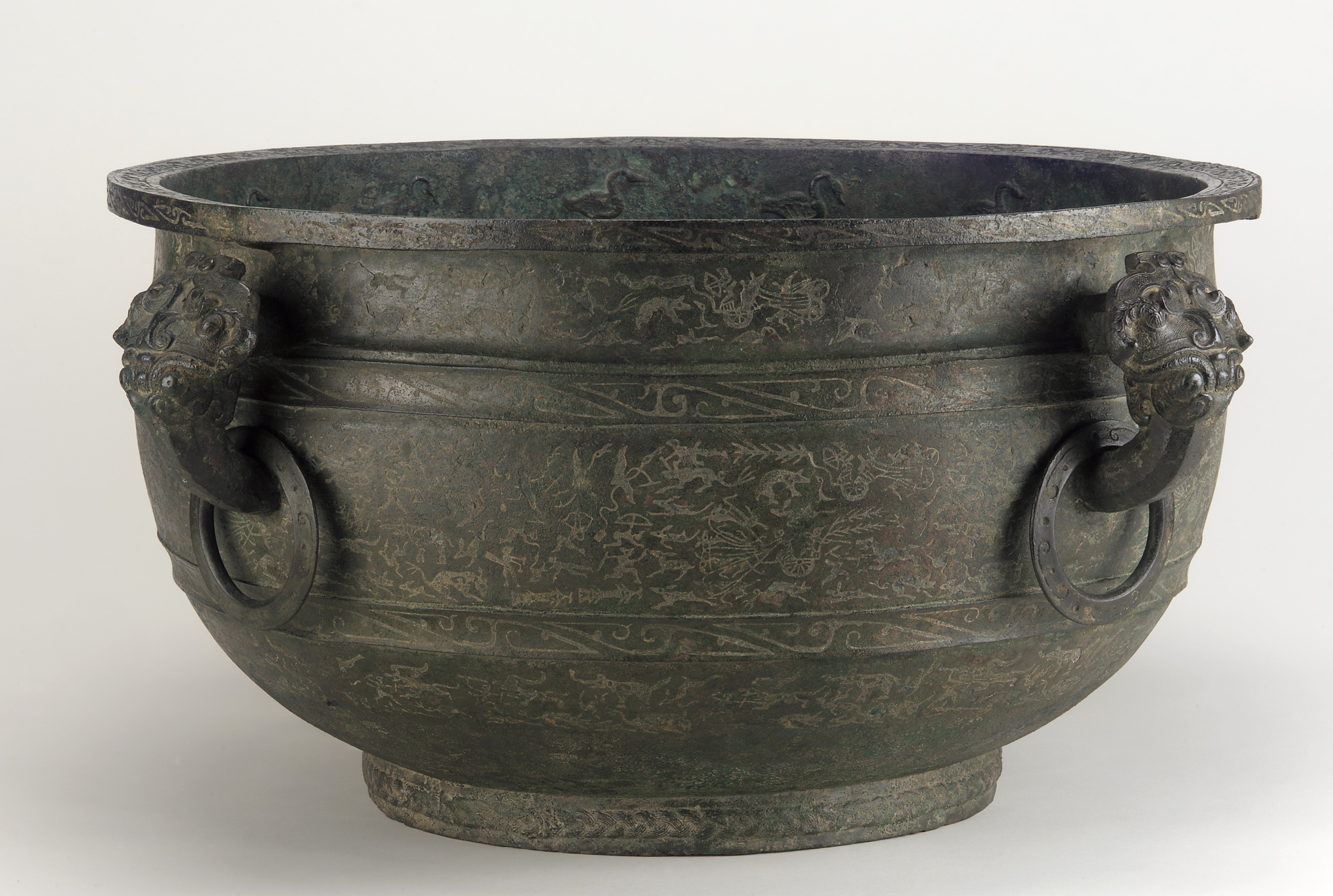
Naczynie typu jian ze scenami narracyjnymi, V w. p.n.e. Freer and Sackler Galleries

To Qin miało być tym z Siedmiu Państw, które ostatecznie pokonało wszystkie pozostałe. Miało ono swoje centrum w dawnej domenie królów Zhou, dolinie rzeki Wei. Tym samym najbardziej wysunięte na zachód miało idealne warunki do ekspansji na barbarzyńskie terytoria. Pomiędzy 441 a 316 p.n.e. Qin podbiło położone na terenie Syczuanu państwa Shu i Ba i odtąd ten żyzny region był jednym ze źródeł jego potęgi. W IV w. p.n.e. Qin doznało serii klęsk z ręki Wei, by za panowania księcia Xiana (384–362 p.n.e.) zacząć wprowadzać pierwsze reformy. Ten proces nabrał gwałtownego przyspieszenia za rządów młodego księcia Xiao (361–338 p.n.e.), który zaprosił na dwór legistę Shang Yanga. Shang Yang ostatecznie obalił dawną arystokratyczną hierarchię dzieląc cała męską ludność Qin na dwadzieścia rang, w ramach których można było awansować za różne zasługi dla państwa. Zgodnie z zasadami legistów wprowadził oparte na tekście pisanym prawo. Podzielił całe państwo na komanderie i powiaty (縣, xian), których zarządcy byli mianowani przez księcia. Zainicjował powszechne spisy ludności i wprowadził powszechny obowiązek służby wojskowej. Zebrał domostwa w grupy po pięć, wprowadzając w ich ramach obowiązek donoszenia o popełnianych przestępstwach. Wprowadził podatek gruntowy i pogłówny. W ten sposób Qin stało się wzorowym scentralizowanym państwem Okresu Walczących Królestw, którym władca rządził za pomocą podporządkowanej mu biurokracji.
Skutki reform Shang Yanga były niemal natychmiastowe. Stulecie 350–250 p.n.e. figuruje w źródłach jako okres sojuszy „poziomych”, tj. pro-Qinowskich, oraz „pionowych”, tj. próbujących przeciwstawić się Qin, odtąd bowiem cały system sojuszy obracał się wokół niego. Wiele ze swoich zwycięstw nad najgroźniejszymi rywalami Qin odniosło cudzymi rękami. W roku 353 i ponownie 341 p.n.e. Qi zadało dwie wielkie klęski Wei i Qin wykorzystało sytuację, w ciągu następnych kilku dekad nie tylko odbijając dawniej stracone na rzecz Wei terytoria, ale zapuszczając się ze swoimi armiami głęboko w centrum tego państwa. Na początku III w. p.n.e. głównym rywalem Qin było Qi, które jednak zostało kompletnie zniszczone w trakcie wojny z sojuszem Wei, Qin i Yan w 284 p.n.e. Qi wprawdzie odbudowało się po tej klęsce, ale nigdy nie powróciło już do dawnej potęgi. W 278 p.n.e. Qin zdobyło stolicę Chu i wypchnęło je z doliny rzeki Han i doliny Jangcy. Jedynym poważnym rywalem Qin było teraz Zhao. Po decydującej bitwie pod Changping w 260 p.n.e. armia Qin miała zakopać żywcem 400 tys. jeńców. Chociaż historycy wątpią w prawdziwość tego rodzaju liczb, pojawiających się przy okazji walk w ostatnich latach Okresu Walczących Królestw, to nie ulega wątpliwości że liczba ponoszonych ówcześnie ofiar była ogromna.
Po Changping żadne pojedyncze państwo nie było w stanie przeciwstawić się Qin, a nie istniał również mechanizm, który mógłby utrzymać stabilny sojusz kilku państw przeciwko niemu. W tej sytuacji podbój reszty Chin przez Qin był nieunikniony i pozostała część Okresu Walczących Królestw, aż do ustanowienia cesarstwa w 221 p.n.e., to monotonna kronika kolejnych podbojów królów Qin. Królowie Zhou od dawna nie posiadali już wówczas żadnego znaczenia. W 256 p.n.e. wojska Qin zajęły królewską domenę Zhou. Jeszcze w tym samym roku zmarł ostatni król z rodu Ji.

## Sto Szkół

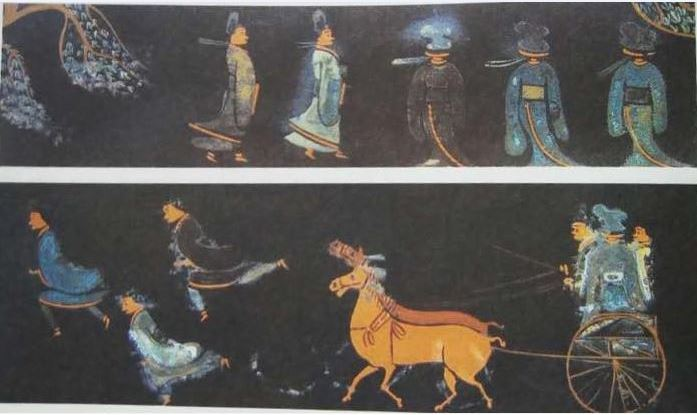
Obrazy na pudełku z grobowca z państwa Chu. Laka, ok. 316 p.n.e. Muzeum Prowincji Hubei

Czasy Wschodniej dynastii Zhou charakteryzowały się niezwykłą dynamiką zarówno w sferze społecznej, jak i ekonomii oraz technologii. To wtedy w Chinach rozpoczęła się epoka żelaza, co zaowocowało rozwojem zarówno rolnictwa, wyposażonego w nowe narzędzia, jak i techniki wojennej. Rosła liczba ludności, postępowała urbanizacja, rozwijało się rzemiosło i handel, co prowadziło do wzrostu roli nowej klasy mieszczan i kupców. Znaczenie dawnej arystokracji systematycznie spadało, co wiązało się także z faktem, iż wojska oparte na rydwanach zastąpiły masowe armie złożone z piechoty i kawalerii. Synowie podupadłych arystokratów szukali szczęścia na dworach rywalizujących ze sobą władców, proponując swoje usługi jako doradcy i żołnierze. To w tym intelektualnym klimacie ciągłych zmian, rywalizacji i konieczności innowacji rozkwitły liczne szkoły filozoficzne, z którego to powodu w chińskiej tradycji ta epoka jest znana także jako okres Stu Szkół.
Najsłynniejszym z działających podówczas mistrzów (zi) miał się okazać Konfucjusz (trad. 551–479 p.n.e.), tradycyjnie uważany za eponimicznego twórcę konfucjanizmu. Konfucjusz żył w czasach, w których władza dawnej arystokracji, na czele z królem Zhou, miała charakter coraz bardziej ograniczony do sfery rytuału. Broniąc dawnego porządku przed współczesnym zamętem Konfucjusz koncentrował się właśnie na obronie rytualnych prerogatyw arystokracji. Pojęcie rytuału (li) zaczęło jednak u niego obejmować całą sferę obyczaju i moralności. Analogicznie zwyczajowe określenie arystokraty, junzi, zaczęło u niego mieć wymiar moralny i oznaczać człowieka szlachetnego, który zajmuje się kultywowaniem cnoty (de). Odwołując się do starych arystokratycznych zasad Konfucjusz zatem jednocześnie proponował swoisty egalitaryzm, zgodnie z którym status junzi może osiągnąć każdy. Człowiek szlachetny osiąga swoje cele siłą swojego przykładu i dla konfucjanistów było jasne, że „im kto wyżej w hierarchii społecznej, tym większy zasięg ma oddziaływanie jego cnoty. Władca oddziałuje tak przemożnie, że jego wpływ rozciąga się na najdalsze kresy państwa i na wszystkich podległych mu ludzi”. Ten nacisk na moralny aspekt starych idei religijnych możemy odnaleźć także w nowym rozumieniu Nieba (Tian), którego kult pojawił się w Chinach wraz z dynastią Zhou. W okresie Stu Szkół Niebo zaczęto pojmować jako antropomorficzne bóstwo, które udziela swój Mandat królowi Zhou, znanemu jako Syn Niebios, by ten rządził w jego imieniu w sposób zgodny z zasadami moralności. Pojęcie Nieba rozdzielającego kary i nagrody nie na podstawie właściwie sprawowanych ofiar, ale moralnego zachowania, stało się centralnym punktem ówczesnej myśli politycznej i religijnej.

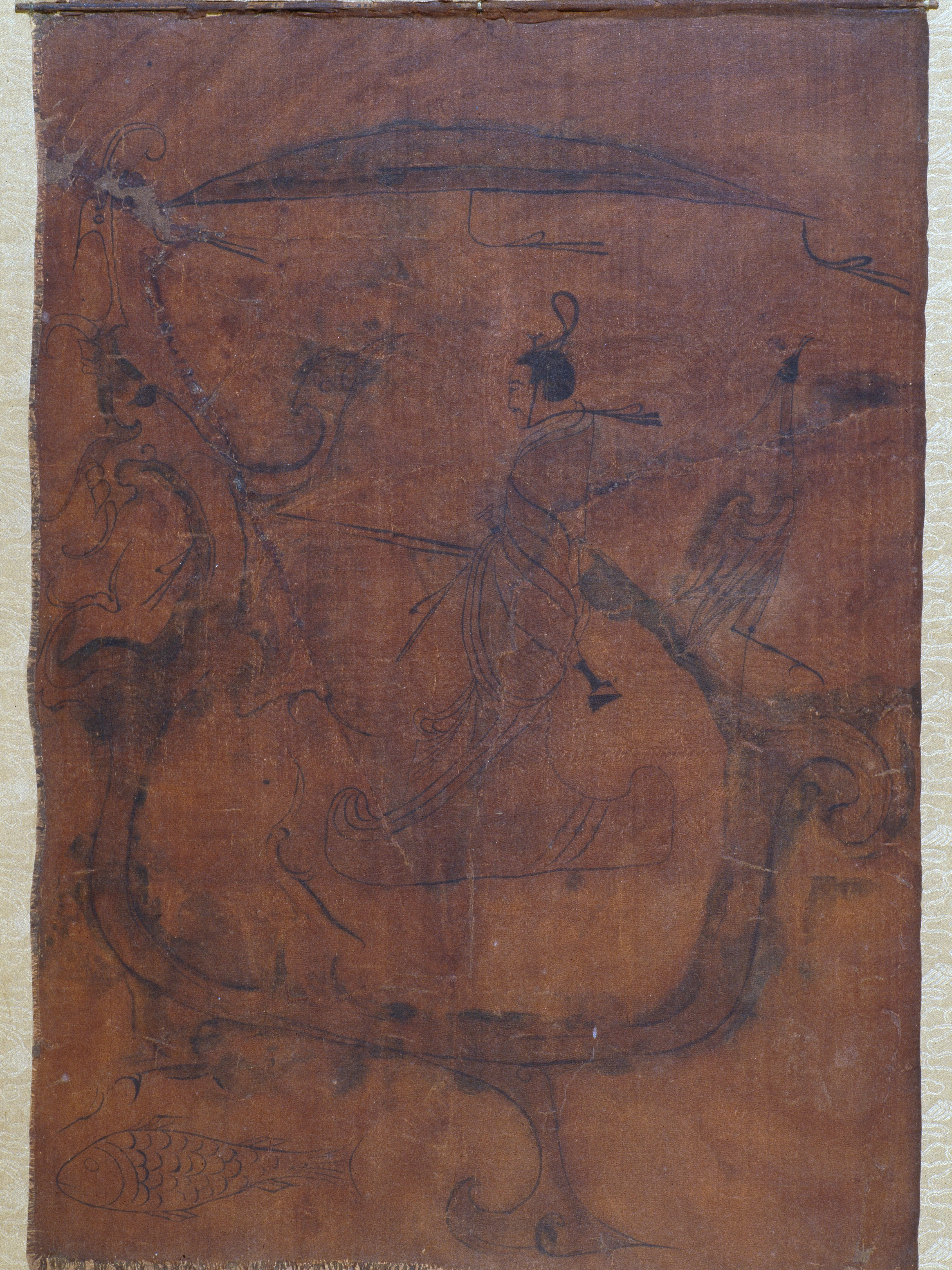
Jedwabna chorągiew z grobowca z okolic Changsha, III w. p.n.e. Muzeum Prowincji Hunan

Celem wszystkich szkół było przywrócenie ładu (Dao), przy czym panowała zgoda co do tego, że czas ciągłej wojny i chaosu nie zakończy się, dopóki „wszystko co pod Niebem” nie zostanie zjednoczone pod rządami jednego władcy. Wszystkie szkoły dążyły także do zastąpienia starej, arystokratycznej hierarchii nową, opartą na moralnych zasługach. Bardzo jednak różniły się pod względem tego jak zbudować ten nowy zjednoczony świat i jak ma on wyglądać, a także na czym polega właściwe praktykowanie cnoty. Konfucjusz chciał powrotu do czasów Zachodniej dynastii Zhou i luźnej federacji pod rytualnym przywództwem Syna Niebios. Taoiści byli przeciwni konfucjańskiemu wyniesieniu rytuału i kultury, ponieważ ich ideałem było proste życie zgodne z naturą. Próba zmiany naturalnego porządku rzeczy to źródło wszelkiego zła, stąd ich wynikający z zasady Wu wei kwietyzm. Niemniej Laozi przyznawał, że tak samo jak wszechświat jest rządzony przez jedno Dao, tak społeczeństwo powinno być rządzone przez jednego władcę. Mo Di chciał powrotu do idealizowanej przeszłości, w której to ludzie mieli oddać władzę w ręce najmądrzejszego z nich wszystkich, rządzącego następnie dla wspólnego dobra. Legiści odrzucali konfucjański ideał kultywowania cnoty uważając za niepodważalny fakt, iż ludzie w swoim postępowaniu kierują się własną korzyścią. Władca nie powinien dążyć do ich moralnej przemiany, ale ukierunkować ich pragnienie bogactw i społecznego prestiżu w taki sposób, by służyło ono państwu. To legiści odnieśli największy natychmiastowy sukces, ponieważ od czasów Shang Yanga (zm. 338 p.n.e.) stali za programem reform, który uczynił Qin najpotężniejszym z chińskich państw. Intelektualne dziedzictwo okresu Stu Szkół było źródłem późniejszej ideologii okresu cesarskiego, zgodnie z którą władza cesarza powinna być nieograniczona i mieć charakter uniwersalny, zaś powinien on rządzić za pomocą biurokracji obsadzonej przez ludzi utalentowanych i pełnych cnoty. „Fakt iż nie przedstawiono żadnej alternatywy dla tych fundamentalnych założeń przez ponad dwadzieścia jeden stuleci cesarskich rządów świadczy o wyjątkowej żywotności idei ukształtowanych przed imperialnym zjednoczeniem”.

## Ważniejsze wynalazki i odkrycia
Okres Wschodniej Dynastii Zhou, w którym prowadzono intensywne działania wojenne, przyczynił się do powstania wielu wynalazków, nie tylko militarnych, z których część – jak np. kusza czy chomąto – dotarła do Europy dopiero wiele wieków później. 
- W VI w. p.n.e. wynaleziono żelazny pług oraz uprawę szeregową (W Europie stosowana dopiero od XVIII w. n.e.); odlewano dzwony strojone;
- Między VI a V w. p.n.e. zaczęto konstruować pierwsze latawce; wynalazek dotarł do Europy w XVI wieku.
- W V w. p.n.e. prowadzono tzw. poszukiwania geobotaniczne, tj. wykorzystanie roślin do wykrywania złóż minerałów;
- W IV w. p.n.e. wytapiano żeliwo; stosowano miech tłokowy obustronnego działania, który przyspieszył rozwój metalurgii; używano ropy naftowej i gazu ziemnego w charakterze paliwa (do surowców dowiercano się kiedy szukano solanek); budowano już pierwsze kompasy; w dziele Mocjusza zostaje sformułowana pierwsza zasada dynamiki newtonowskiej: Zatrzymanie ruchu jest spowodowane przeciwną siłą [...] Jeśli nie ma przeciwnej siły [...] ruch nigdy nie zostanie zatrzymany. Jest to tak pewne, jak to, że wół nie jest koniem; stosowano już trujące gazy bojowe; pojawiła się kusza;
- W IV-III w. p.n.e. wynaleziono uprząż szorową, dużo efektywniejszą niż stosowana wówczas na Zachodzie uprząż podgardlnikowo-popręgowa; uprząż szorowa przyczyniła się do wynalezienia w Chinach chomąta

a w III w. p.n.e. budowano przyrządy tarczowe i wskazówkowe, m.in. kompas geomantyczny i tworzono pierwsze mapy plastyczne